# Pseuderanthemum carruthersii
Pseuderanthemum carruthersii är en akantusväxtart som först beskrevs av Berthold Carl Seemann, och fick sitt nu gällande namn av Jean Baptiste Antoine Guillemin. Pseuderanthemum carruthersii ingår i släktet Pseuderanthemum och familjen akantusväxter. Utöver nominatformen finns också underarten P. c. atropurpureum.

## Bildgalleri

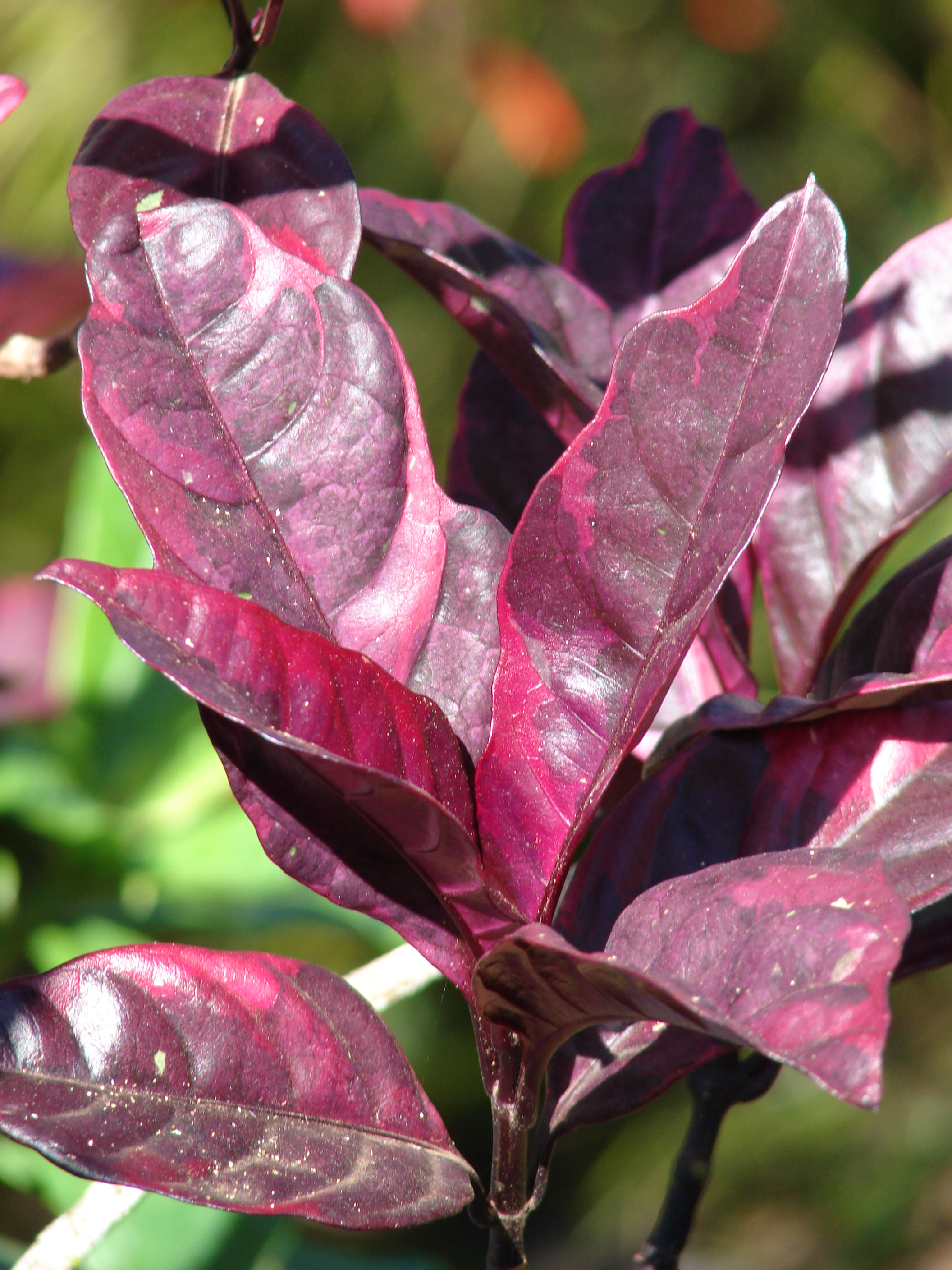